# Апостольський Екзархат в Італії
Апо́стольський Екзарха́т в Іта́лії (лат. Exarchatus Apostolicus Italiae Ucrainorum; італ. Esarcato apostolico d'Italia) — екзархат Української греко-католицької церкви з осідком у Римі, заснований 11 липня 2019 року. Ця церковна територіальна одиниця охоплює всю територію Італії. Духовну опіку приблизно 70 тисяч вірних, згуртованих у 146-ти громадах, здійснюють понад 60 священиків. Катедральним храмом та осідком Апостольського екзархату є парафіяльний храм святих Сергія і Вакха в Римі.
Спочатку тут була Апостольська візитатура в Італії, яку був засновано 14 січня 2003 року. З 19 січня 2009 до 11 липня 2019 візитатором був єпископ Діонісій (Ляхович), ЧСВВ. 11 липня 2019 року було проголошене рішення Папи Франциска про створення Апостольського екзархату для українців-католиків візантійського обряду, які проживають в Італії. 24 жовтня 2020 року Святіший Отець призначив преосвященного владику Діонісія Апостольським Екзархом для українців-католиків візантійського обряду, які проживають в Італії, перенісши його із титулярного осідку Еґнації. З 1 вересня 2021 року екзархат перейшов на григоріанський календар.

## Історична довідка
На початку, у 90-х роках, формування спільнот у різних містах Італії виглядало дуже хаотично та мало родинний (збиралися члени родини) або базарний (збирались у частині міста, куди приїздили “буси” з України) характер. Розуміючи необхідність духовної опіки українців з боку Церкви, УГКЦ почала дбати про утворення у більших містах Італії церковних громад, яким, за домовленістю з італійським єпископатом, надавалася можливість служіння в римо-католицьких храмах. Передумови для таких дій Церкви були доволі добрі, позаяк у Римі було дві українські колегії, де навчалися семінаристи і священики, котрі радо підтримали ідею духовного проводу українців Італії. Присутність Церкви стала цементуючим фактором у консолідації українського народу та  гарантом збереження своєї духовності, культури та ідентичності.  
16 жовтня 2001 р. за угодою Блаженнішого Любомира (Гузара), Глави УГКЦ, і Конференції Єпископів Італії було призначено першого Пасторального координатора для українців в Італії світлої пам’яті о.Василя Поточняка, котрий поряд із тим, що дбав, як забезпечити духовною опікою ті італійські території, де була скупчена велика кількість українських міґрантів, також мав налагоджувати контакти між уже наявними українськими громадами, а 14 січня 2003 року офіційним декретом Святішого Отця Івана Павла ІІ, на прохання Блаженнішого Любомира Гузара, згідно з рішенням Синоду УГКЦ, було призначено преосвященного владику Гліба Лончину Апостольським візитатором для українців греко-католиків в Італії. Завдяки співпраці Апостольського візитатора та Пасторального координатора душпастирські осередки УГКЦ в Італії були організовані майже в усіх найбільших центрах скупчення українців. На 2005 рік їхня кількість сягла майже 70. Саме у тому часі УГКЦ в Італії розпочала свій шлях до структуризації. Зокрема в Римі розпочала роботу канцелярія Апостольського візитатора (у приміщеннях Патріаршого двору, що на площі Madonna dei Monti, 3), якою опікувався канцлер – світлої пам’яті о.Андріан Цькуй та секретар – п. Марія Говгера. Крім того, у той період душпастирі з різних регіонів Італії регулярно почали збиратися на спільні збори уже під проводом єпископа.  У березні 2005 року Постійна Рада Єпископської конференції Італії призначила нового Пасторального координатора о.Олександра Сапунка, а у січні 2011 року о. Марка Ярослава Семегена, сьогоднішнього голови Релігійного товариства українців-католиків «Свята Софія» в Італії та ректора прокатедрального собору Святої Софії у Римі. У березні 2016 р. Постійна Рада Єпископської конференції Італії призначила Пасторальним координатором о.Володимира Волошина, душпастиря громад УГКЦ центральноіталійських міст Флоренції та Прато.
З 2005 по 2011 роки кількість громад УГКЦ в Італії сягла майже 150 і менш-більш в такій кількості залишається досі (146).
На початку 2009 року для УГКЦ в Італії відбулася ще одна зміна: 7 січня 2009 року Святіший Отець Венедикт XVI іменував Апостольським візитатором для українців греко-католиків в Італії та Іспанії преосвященного владику Діонісія Ляховича. Осідок Апостольського візитатора усі ці роки був у приміщеннях Патріаршого двору, що на площі Madonna dei Monti, 3 у Римі. Тут діяв Секретаріат Апостольського візитатора, пресслужба УГКЦ в Італії (www.chiesaucraina.it) та редколегія християнського часопису для українців в Італії «До Світла». Крім того варто зазначити, що при Секретаріаті Апостольського візитатора справами координування катехизації також займалися сестри Служебниці Непорочної Діви Марії 2013–2014 рр. – с. Меланія Сидорик, СНДМ; з 2014 р. – с. Євсевія Мудранинець, СНДМ.
На квітень 2018 року в Італії служили 65 священики, які обслуговували 146 українських церковних громади. Зазвичай українські вірні збираються на молитву та спільні зустрічі в храмах Італійської Церкви, а останніми роками 18 святинь були передані у виключне користування українським громадам (Авелліно, Болонья, Вітторіо Венето, Казерта, Кальярі, Ліворно, Неаполь, Новара, Павія, Падова, Пескара, Реджіо Емілія, Салерно, Феррара, Флоренція, Фоджія, Фоліньйо). Крім того, сім громад набули вже офіційного статусу персональних парафій: Авелліно, Болонья, Казерта, Ліворно, Рим, Павія, Флоренція.
Щороку Секретаріат Апостольського візитатора проводив соціологічне дослідження стану УГКЦ в Італії (методом опитування душпастирів та аналізуючи загальні статистичні показники різних соціологічних служб у сфері міґрації). Цікаво зазначити, що згідно з результатами опитування душпастирів у 146 громадах УГКЦ в Італії недільні богослужіння регулярно відвідують в середньому майже 16 000 осіб. У Пасхальній Літургії беруть участь понад 50 000 вірних. Як свідчать статистчні дані, кількість наших вірних і наших громад в Італії суттєво перевищують показники, порівняно з нашими діаспор ними Митрополіями та Єпархіями, і процес прибуття нових міґрантів не припиняється. В Італії сприятливими умовами для душпастирства вірних УГКЦ стала присутність монаших чоловічих та жіночих згромаджень, а також двох Українських Папських Колегій (з 2014 року обидва заклади зведені до однієї Української Папської Колегії св. Йосафата).
З кожним роком в Італії зростала кількість українських дітей. Деякі приїжджали завдяки возз’єднанню сімей, а деякі народжувались в Італії в українських чи змішаних сім’ях. Станом на 2018 рік при церковних громадах діяли 37 недільних шкіл, у яких діти вивчали катехизм, українську мову та культуру, а часто і деякі предмети, яких нема в італійських навчальних програмах. У цьому випадку українські школи в Італії діють за угодою з Міжнародною українською школою (МУШ, м. Київ), яка проводить державну підсумкову атестацію та видає атестат про повну загальну середню освіту державного зразка. У Римі при соборі св. Софії справами катехизації та шкільництва займалися сестри Служебниці Непорочної Діви Марії, при парафії свв. Сергія і Вакха – сестри Катехитки Святої Анни, у м. Помпеї – сестри Пресвятої Родини, у м. Капуа – сестри Мироносиці, у містах Модена та Мантова – згромадження сестер Божого Провидіння.
Єднанню українських імміґрантів в Італії сприяло проведення різних культурно-мистецьких заходів, і тут є неабиякий вклад української молоді, зокрема студентів та семінаристів з Української Папської колегії св. Йосафата. Шістнадцять років поспіль УГКЦ в Італії стало організатором Свята матері, яке проводили на території прокатедрального собору св. Софії в Римі у форматі широкомасштабних духовно-розважальних заходів. На свято з’їжджалися представники українських громад з усієї Італії – переважно декілька тисяч осіб. З України на свято запрошували народних та заслужених артистів, відомих виконавців української пісні. У травні 2016 р. свято проводили у форматі фестивалю дитячих та юнацьких колективів з України та Італії під гаслом «Подаруй матусі радість!». Це свято по праву можна вважати найбільшим об’єднавчим заходом загальнонаціонального рівня в Італії.
Протягом останніх років основні зусилля УГКЦ в Італії скеровані на душпастирську опіку молоді та дітей. У багатьох церковних осередках відбуваються регулярні зустрічі молодих українців, за участі яких організовують різноманітні духовно-культурні, розважальні заходи. У понад десяти громадах проводять літні християнські табори для дітей та молоді.
Від 2001 року з ініціативи світлої пам’яті о. Василя Поточняка вагомим інформативно-об’єднавчим чинником став християнський часопис українців в Італії «До Світла». Його розповсюджують серед українців усіх регіонів Італії. Він висвітлює різноманітні аспекти імміґрантського побуту і життя, а також місце Церкви в цьому житті. Зростання тиражу та кількості дописувачів стало доказом того, що журнал має не тільки інформаційну, а й об’єднавчу силу та виховує українців у переконанні не цуратись українства та своїх традицій. З 2008 року в інтернеті запрацював вебсайт (www.chiesaucraina.it), котрий був власністю Секретаріату Апостольського візитатора та інформував про діяльність УГКЦ в Італії, події у церковних громадах, імміґрацію через призму церковної доктрини тощо. На зазначеному вебресурсі також можна було ознайомитися із координатами усіх душпастирських осередків УГКЦ в Італії та розпорядком богослужінь у них.
Кожен рік УГКЦ в Італії організовувало різдвяне національне паломництво до папських базилік Рима. Вперше така проща відбулася 2011 р. до базиліки св. Петра у Ватикані з нагоди того, що Святіший Отець Венедикт XVI прийняв від України дарунок – ялинку, яка на Різдво прикрашала площу Святого Петра у Ватикані. У паломництві взяло участь понад 5 000 вірних. З 2011 року українські міґранти з Італії здійснюють щорічну спільну Національну прощу до відпустового місця Люрд (Франція), а з 2015 року – і до Фатіми (Португалія). Крім того відбувається і низка інших щорічних загальноцерковних паломництв до таких відпустових місць, як Барі (мощі св. Миколая), Падова (мощі св. Антонія) тощо. Усі ці паломництва, які стали ще одним духовно-культурним об’єднавчим чинником українців в Італії, очолював Апостольський візитатор владика Діонісій Ляхович.
Двічі на рік священики, які душпастирюють в Італії, під проводом Апостольського візитатора збиралися на загальні декількаденні збори та реколекції, під час яких розглядали подальші стратегії розвитку УГКЦ в Італії.

## Символіка герба екзархату

Блазон (геральдичний опис): У щиті срібне вістря, в якому синій круг із трьома золотими колосками, середній більший від двох обабіч; вгорі правого зеленого поля скошені навхрест два ключі вушками додолу, срібний і золотий; вгорі лівого червоного – золотий андріївський хрест. Щит увінчано золотою митрою з червоним підкладом і розміщено на покладених навхрест золотих процесійному хресті та єпископському жезлі, внизу – панагія.
Зміст: В основу герба покладено колористику зелено-біло-червоного італійського (білому кольору в гербі відповідає срібло) та синьо-жовтого українського прапорів. Два ключі є атрибутами Св. Петра як ключі від Царства Небесного (Мат. 16:19). Косий хрест є атрибутом Св. Андрія. Колоски уособлюють відродження життя, фізичного й духовного, пробудження його на новому ґрунті. Три колоски також можуть асоціюватися з Тризубом. Єпископська митра, жезл, процесійний хрест і панагія вказують, що це герб церковної територіальної одиниці – Єпархії або Екзархату. Герб виконано відповідно до єдиної системи територіальних символів УГКЦ.
Автор проекту – А. Гречило, голова Українського геральдичного товариства, доктор історичних наук.

## Список Апостольських Візитаторів (2003—2019) та Екзархів (з 2019)
- Гліб (Лончина) (2003—2009)
- Діонісій Ляхович (2009—2019)
- кардинал Анджело Де Донатіс (2019—2020), апостольський адміністратор sede vacante екзархату
- Діонісій Ляхович (2020-2025), апостольський екзарх
- Григорій Комар (з 7 березня 2025), апостольський адмінстратор sede vacante et ad nutum Sanctae Sedis

## Територія
Апостольський Екзархат охоплює всіх вірних УГКЦ, які проживають на території Італії. Виходить часопис «До Світла».
Осідком апостольського екзарха є місто Рим, де знаходиться катедральний собор.

### Парафії
До складу апостольської візитатури входять такі парафії:
| Північна Італія   | К'яварі       | Парафія (2006)               | Настоятель о. Віталій Тарасенко |
| Північна Італія   | Генуя         | Парафія (2003)               | Настоятель о. Віталій Тарасенко |
| Північна Італія   | Савона        | Парафія                      | Настоятель о. Віталій Тарасенко |
| Північна Італія   | Алассіо       |                              | Настоятель о. Віталій Тарасенко |
| Північна Італія   | Мілан         |                              | о. Ігор Крупа                   |
| Північна Італія   | Бергамо       |                              | о. Андрій Кушнір                |
| Північна Італія   | Павія         | Персональна парафія св. Юрія | о. Олександр Товт               |
| Північна Італія   | Удіне         |                              |                                 |
|                   | Новара        |                              | о. Юрій Іванюта                 |
| Центральна Італія | Рим           | Парафія «св. Сергія і Вакха» |                                 |
| Центральна Італія | Рим           | Парафія «Святої Софії»       |                                 |
| Центральна Італія | Брешіа        | Парафія (2001)               |                                 |
| Центральна Італія | Модена        |                              |                                 |
| Центральна Італія | Мантова       |                              |                                 |
| Центральна Італія | Пескара       |                              |                                 |
| Південна Італія   | Ламеція-Терме |                              | о. Тарас Звір                   |